# Thrandeston
Thrandeston est un village et une paroisse civile du Suffolk, en Angleterre.